# 정방산성
정방산성(正方山城)은 한반도 중부를 가로지른 정방산맥 서쪽 끝 정방산의 산봉우리인 기봉산·이난봉·돼지골 등 험준한 지세를 이용하여 쌓은 성으로 둘레가 12km나 되는 산성으로 고려시대에 축조했다.이 산성은 한반도 서해안 일대에서 남북으로 통하는 기본통로의 요지인 황해도 지방의 가장 큰 요새가 되어왔다.